# Hjalmar Branting (staty)

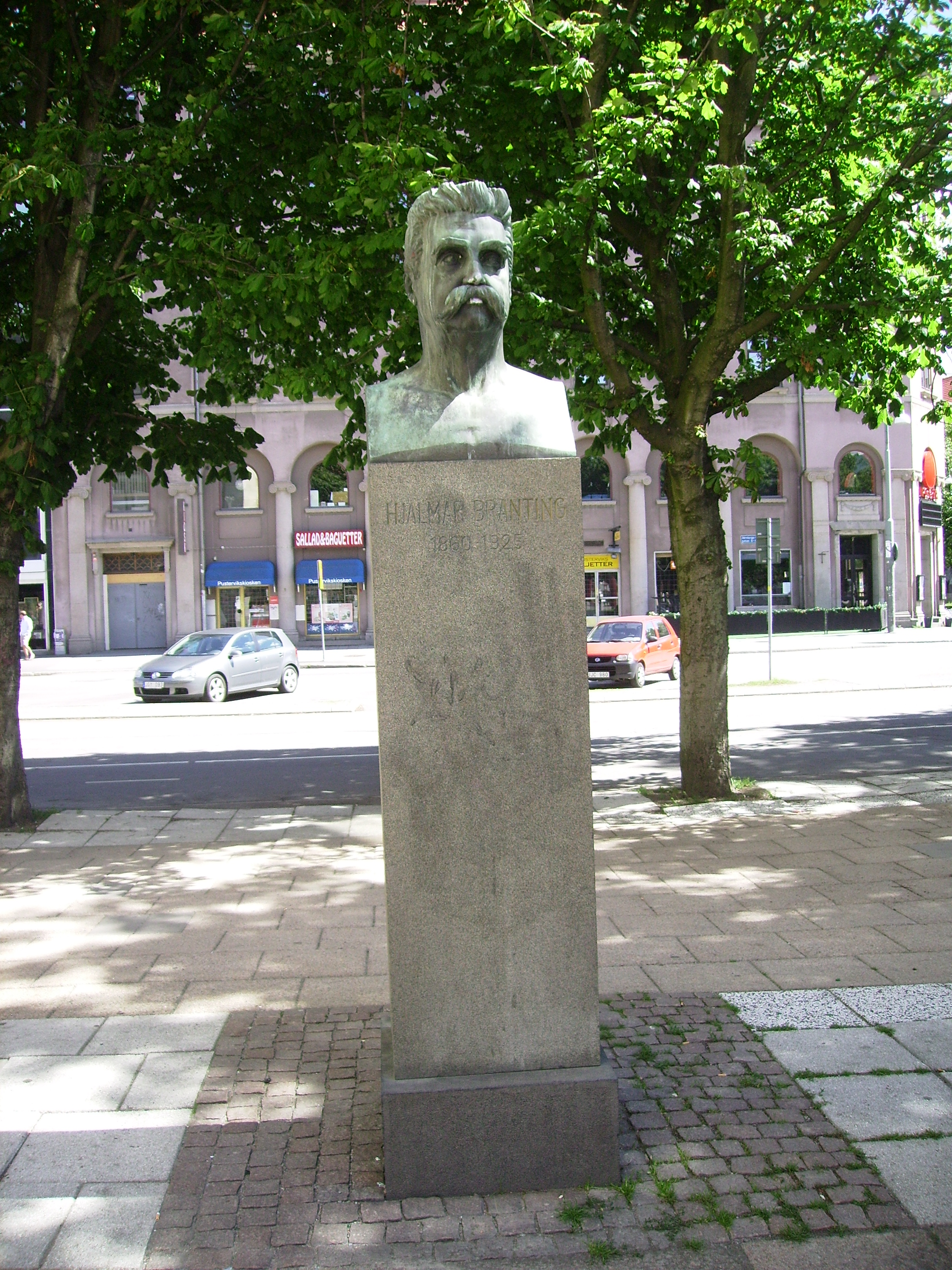
Hjalmar Branting

Hjalmar Branting står som byst på Olof Palmes plats i Göteborg.
Bysten är av brons och är utförd av Carl Eldh 1926, året efter Hjalmar Branting avlidit. En av Göteborgs längsta gator, belägen på Hisingen, döptes 1939 till Hjalmar Brantingsgatan.